# Tanes Ongjunta
Tanes Ongjunta (18 luglio 1992) è un pugile thailandese.

## Palmarès
- Campionati asiatici

Ammann 2013: bronzo nei pesi mosca.